# Malschwitz
Malschwitz, in alto sorabo Malešecy, è un comune di 3.665 abitanti della Sassonia, in Germania.
Appartiene al circondario (Landkreis) di Bautzen (targa BZ) ed è parte della comunità amministrativa (Verwaltungsverband) di Malschwitz.
Dal 1º gennaio 2013 comprende l'ex comune di Guttau, oggi frazione di Malschwitz.